# 라트비아 러시아계 연합
라트비아 러시아계 연합(라트비아어: Latvijas Krievu savienība, 러시아어: Русский союз Латвии)은 1998년 라트비아에서 만들어진 사회민주주의 정당이다. 현재 지도자는 타탸나 주다노카, 유리스 페트로파울로우스키스, 미로슬라우스 미트로파노우스이다.